# Enterobactina
La enterobactina es un sideróforo de alta afinidad que adquiere el hierro de los sistemas microbianos. Se encuentra principalmente en las bacterias gram-negativas, tales como Escherichia coli y Salmonella typhimurium
La enterobactina es el más fuerte de todos los sideróforos conocidos, el enlace al ion férrico (Fe3+) tiene afinidad (K = M 1.052-1). >).  Este valor es considerablemente más grande que incluso algunos quelantes de metales sintéticos, tales como EDTA (Kf, Fe3+ ~ 1025 M-1). Debido a su alta afinidad, la enterobactina es capaz de quelar hierro incluso en ambientes donde la concentración de iones de hierro muy bajo, como en los organismos vivos. Las bacterias patógenas pueden secuestrar hierro de otros organismos vivos utilizando este mecanismo, a pesar de que la concentración de hierro se mantiene extremadamente baja debido a la toxicidad de hierro libre.

## Estructura y biosíntesis
El ácido corísmico, precursor de aminoácidos aromáticos, se convierte en ácido 2,3-dihidroxibenzoico (DHB) por una serie de enzimas: EntA, EntB y EntC. Posteriormente se forma un enlace amida del DHB a la L-serina. Esta reacción es catalizada por las enzimas EntD, Ente, EntF y ENTB. Tres moléculas de la DHB-Ser formada sufren ciclizaciones intermoleculares, dando como producto la enterobactina. Considerando que un número de estereoisómeros posibles son posibles debido a la quiralidad de los residuos de serina, solo el isómero cis-Δ es metabólicamente activo.

## Mecanismo
La deficiencia de hierro en las células bacterianas desencadena la secreción de enterobactina en el medio extracelular, causando la formación del complejo de coordinación "FeEnt", en donde el ion férrico está quelado a la base conjugada de enterobactina. En Escherichia coli, el Fepa en la membrana externa bacteriana permite la entrada de FeEnt al periplasma bacteriano. Los FepB, C, D y G participan en el transporte de la FeEnt a través de la membrana interna por medio de un transportador activo denominado ABC (ATP-binding cassette transporter).
Debido a la alta afinidad del hierro con la enterobactina, es necesario romper  el complejo de ferrienterobactina para liberar el hierro por acción de una enzima, la ferrienterobactina esterasa  (Fes). Esta degradación produce tres unidades de 2,3-dihidroxibenzoil-L-serina. La reducción del hierro (Fe3+ a Fe2+) se produce en relación con esta degradación, pero la enzima FeEnt reductasa bacteriana no ha sido identificada, y el mecanismo para este proceso todavía no está claro. El potencial de reducción de Fe3+/Complejo Fe2+ + enterobactina es dependiente del pH y varía entre -0,57 V (vs NHE; pH = 6) a -0,79 V (pH =7,4) y -0,99 a valores de pH superiores a 10,4.

## Historia
La enterobactina fue descubierta por el grupo de Gibson, quien bautizó la sideróforo como "enteroquelina". Estos estudios iniciales establecieron la estructura y su relación con el ácido 2,3-dihidroxibenzoico.